# Земельный музей Дитмаршера
Земельный музей Дитмаршера (нем. Dithmarscher Landesmuseum) — региональный исторический музей в Мельдорфе района Дитмаршен (Шлезвиг-Гольштейн, Германия). Собрание музея посвящено региональной истории Дитмаршена от основания так называемой крестьянской республики до 1960-х годов.

## Коллекция
Музей площадью 1600 м² включает коллекцию периода от позднего средневековья до настоящего времени, что делает его одним из самых значительных музеев в земле Шлезвиг-Гольштейн. Среди экспонатов коллекции — документы и предметы, относящиеся к крестьянской республике Дитмарш 1227—1559 годов, и предметы повседневной культуры конца XVII—XVIII веков. Кроме этого, показаны коллекции известных граждан Дитмаршена, такие как инструменты картографа и исследователя Карстена Нибура, которые он использовал во время своего арабского путешествия (1761—1767), реконструированный зал суда Нордердитмаршера Ландвогта Маркуса Суина 1568 года. Другими важными экспонатами являются великолепная мебель XVII—XIX веков, корабль 1696 года и большая коллекция серебра, типичная для западного побережья, наиболее представительные части которой представлены так, как они когда-то использовались.
Раздел Современность предоставляет исчерпывающую информацию об истории Дитмарша в нацистскую эпоху и даёт представление о жизни небольшого городка в XIX и XX веках с многочисленными экспонатами, дающими представление о вокзале, почтовом отделении, школе, гостиной, кухне, парикмахерской, звукозаписывающей компании, радио, телевидение своего времени. Кроме того, показаны полные описи стоматологической практики, операционной и первого супермаркета, а также паба и кинотеатра 1950-х и 1960-х годов.

## История
Музей был основан в 1872 году группой учителей, специализирующихся на декоративно-прикладном искусстве. Через два года музей был передан тогдашним районам Нордер и Зюдердитмаршен в качестве государственных спонсоров. В новом здании 1896 года впервые в земле Шлезвиг-Гольштейн было возведено здание музея. В бывшей гимназии Мельдорфа был создан отдел Нового времени с коллекциями, представляющими период 1870—1960 годов. Весной 1997 года состоялась новая презентация экспонатов по истории Дитмарша. В пристройке 1924 года есть специальные выставочные залы и мастерские. В 1995 году старое здание музея и училище были соединены стеклянным входом.

## Галерея
- Реконструкция зала суда (1568)
- Жировая свеча (XVIII-XIX века)
- Кафельная комната из Эдделак (ок. 1800)

- Бывшее здание гимназии Мельдорфа
- Малый граммофон
- Плоский проигрыватель Philips